# Ключовка (Ігринський район)
Ключо́вка (рос. Ключёка) — присілок в Ігринському районі Удмуртії, Росія.

## Населення
Населення — 60 осіб (2010; 84 в 2002).
Національний склад станом на 2002 рік:
- удмурти — 94 %

## Урбаноніми[3]
- вулиці — Гірська, Джерельна
- провулки — Лісовий